# Municipio de Clay (condado de Butler, Pensilvania)
El municipio de Clay (en inglés: Clay Township) es un municipio ubicado en el condado de Butler en el estado estadounidense de Pensilvania. En el año 2000 tenía una población de 2.628 habitantes y una densidad poblacional de 40.3 personas por km².

## Geografía
El municipio de Clay se encuentra ubicado en las coordenadas 40°59′36″N 79°55′22″O / 40.99333, -79.92278.

## Demografía
Según la Oficina del Censo en 2000 los ingresos medios por hogar en la localidad eran de $33,688 y los ingresos medios por familia eran $40,833. Los hombres tenían unos ingresos medios de $33,259 frente a los $22,414 para las mujeres. La renta per cápita para la localidad era de $17,195. Alrededor del 14,6% de la población estaban por debajo del umbral de pobreza.